# مویسس هرناندز
 مویسس دنیل هرناندز انکارانسیون (زاده ۲۲ مارس ۱۹۹۳) تکواندوکار اهل جمهوری دومینیکن است.
وی نماینده کشورش در وزن ۸۰- کیلوگرم تکواندو مردان در بازی‌های المپیک تابستانی ۲۰۱۶ بود.
هرناندز در تاریخ ۳۰ ژانویه ۲۰۱۰ توسط FC Dallas به عنوان بازیکن اصلی ترکیب انتخاب شد . او در تاریخ ۳۰ مه ۲۰۱۲ وقتی که به عنوان جانشین ۲۴ دقیقه ای برای زاخ لید در تیم ایالات متحده به میدان رفت ، اولین بازی حرفه ای خود را با این باشگاه انجام داد. مسابقه جام مقابل عقاب های شارلوت صورت گرفت. هرناندز در تاریخ ۲۰ ژوئن ۲۰۱۲ ، برای باقی  فصل MLS ۲۰۱۲ به باشگاه گواتمالا Comunicaciones رفت . در ژانویه ۲۰۱۳ ، او به Deportivo Saprissa از دسته یک کاستاریکا رفت.
هرناندز اولین بار در لیگ برتر لیگ برتر فوتبال (MLS) خود را برای اولین بار در فصل 2014 با بازی در تیم معرفی کرد. عملکردهای وی در MLS به او پیشنهاد بازی در تیم ملی گواتمالا را داد ، که از اوایل سال ۲۰۱۵ به این تیم دعوت شد.
در تاریخ ۲۱ ژانویه ۲۰۱۷ ، باشگاه دالاس اعلام کرد که این باشگاه و هرناندز به دلیل ماهیت نامشخص آینده او با این باشگاه موافقت کرده است که از راه هایی جدا شود. او به طور دائم به Comunicaciones بازگشت .
در تاریخ ۳۱ ژوئیه ۲۰۱۸ ، هرناندز قراردادی را برای بازگشت به باشگاه دالاس امضا کرد . در ۶ سپتامبر ۲۰۱۸ ، او به سن آنتونیو FC رفت . 
هرناندز در پایان فصل ۲۰۱۹ از تیم دالاس بیرون آمد. در ۳۱ دسامبر ۲۰۱۹ ، هرناندز به گواتمالا بازگشت و به آنتیگوا GFC پیوست . 